# SEB Tartu GP
Le SEB Tartu GP est une course cycliste estonienne disputée à Tartu. Créé en 2002 sous le nom de Tartu Tänavasóit, il s'est ensuite appelé Ühispanga Tartu Tänavasóit en 2003, Ühispanga Tartu GP en 2004, puis SEB Eesti Ühispank Tartu GP entre 2005 et 2007. Il fait partie de l'UCI Europe Tour depuis 2005, en catégorie 1.1. Il disparaît à l'issue de l'édition 2012. À noter qu'une édition préliminaire s'était déroulée dès 2001. Cette année-là, la course n'était pas inscrite au calendrier de l'Union Cycliste Internationale et se contentait d'un référencement en catégorie "nationale". Le vainqueur en avait été un Français parmi les plus connus. Jacky Durand (équipe Française des Jeux) s' était en effet imposé avec 1 min 48 s d'avance sur un groupe de contre-attaquants. Le local Jaan Kirsipuu s'était classé 5e de cette édition "pilote".

## Palmarès
| Année | Vainqueur           | Deuxième            | Troisième         |
| ----- | ------------------- | ------------------- | ----------------- |
| 2002  | Jaan Kirsipuu       | Janek Tombak        | Oleg Grishkine    |
| 2003  | Jaan Kirsipuu       | Janek Tombak        | Kazimierz Stafiej |
| 2004  | Mark Scanlon        | Sławomir Kohut      | Jimmy Engoulvent  |
| 2005  | Tomas Vaitkus       | Andrus Aug          | Mikhail Timochine |
| 2006  | Wojciech Pawlak     | Allan Oras          | Tomasz Kiendyś    |
| 2007  | Erki Pütsep         | Caspar Austa        | Janek Tombak      |
| 2008  | Aleksejs Saramotins | Janek Tombak        | Erki Pütsep       |
| 2009  | Hannes Blank        | Aleksejs Saramotins | Janek Tombak      |
| 2010  | Tanel Kangert       | Toms Skujiņš        | Adrian Honkisz    |
| 2011  | Jean-Eudes Demaret  | Rene Mandri         | Jonas Ljungblad   |
| 2012  | Rene Mandri         | Paul Voss           | Zakkari Dempster  |